# Vinyl !
 (juillet 2025).
Pour plus de détails, voir Fiche technique et Distribution.
Vinyl ! est un film français d'Alexandre Mathis signé Herbert Mathese tourné en 2 jours à Paris et dans la forêt de Fontainebleau en mars 1970.  

## Synopsis
Film érotico-vampirique composé de suites d'images heurtées sans scénario préalable, de gros plans féminins statiques (visage de Sandrine Gresset, partie noir et blanc).
Le film se termine sur un accident de Jeep, avec des corps inanimés, sur un chemin de la forêt de Fontainebleau.   

## Fiche technique
- Production, réalisation, scénario, images, montage, effets spéciaux : Paul-Hervé Mathis (Herbert Mathese).
- Musique     : Can et Muet.
- Bijoux Paco Rabanne
- 16 MM Tourné en inversible Noir et blanc et Kodacolor. Caméra Beaulieu 16. Laboratoire Vitfer.
- Durée : 30 minutes

## Distribution
- Sandrine Gresset
- Anne Angel
- Jean-Claude Narboni
- Claude Meyer